# Шаљиви Астроном (календар)
Шаљиви Астроном: шала у месецу или месечно посматрање Шањивог астронома: посматра Шаљиви Астроном је шаљиви календар који је излазио 1879. године у Новом Саду. 

## Историјат
Шаљиви Астроном  је издавао и уређивао „Цртач Шаљивог Астронома“ Миливој Мауковић. Он је у својим карикатурама исмевао обичне људске слабости. Мужеве је исмевао и критиковао што пуно времена проводе по кафанама, а жене што јуре за модом.
Календар је својим рубрикама имао за циљ да разоноди.

### Политичка позадинаШаљивог Астронома
По садржају је био близак политичким схватањима Српској народној слободоумној странци.

### Периодичност излажења
Календар је излазио у месечним свескама.

### Изглед календара
Димензије календара су биле 27X18 cm.

### Место и година издавања
Нови Сад, мај-октобар 1879.

### Штампарија
Шаљиви Астроном је штампала Српска народна задружна штампарија.

### Тематика
- Досетке
- Шале
- Анегдоте

## Уредник
Уредник Шаљивог Астронома је био Миливој Мауковић.

## Илустрaтор
Календар је цртао Миливој Мауковић.